# Doe Lea
Doe Lea – wieś w Anglii, w hrabstwie Derbyshire, w dystrykcie Bolsover. Leży 32 km na północ od miasta Derby i 204 km na północny zachód od Londynu.